# 今泉幸雄
今泉 幸雄（いまいずみ ゆきお、1938年1月1日 - 2009年1月26日）は、昭和期の日本のプロ野球選手。ポジションは捕手、内野手。背番号44。日本大学鶴ヶ丘高等学校、日本大学卒業。

## 来歴・人物
埼玉県入間郡鶴ヶ島町（現在の同県鶴ヶ島市）出身
日本大学鶴ヶ丘高等学校→高橋ユニオンズ・トンボユニオンズ・高橋ユニオンズ→日本大学
高校在学中に高橋ユニオンズの入団テストを受け合格。
高校に通学しながらプロ野球選手として活躍する異色の経歴を持つ。
現役時代は日本初の300勝投手・スタルヒン投手ともバッテリーを組むが、高校卒業と同時に高橋ユニオンズの球団合併に伴い引退し、日本大学に進学。プロ経験者のため大学リーグではプレーできなかったが、高木時夫（中日）、宮田征典（巨人）らとともに野球部で大学生活を送った。
1997年より日本プロ野球OBクラブ京都府代表幹事を務め、2007年5月5日に行われたプロ野球OBクラブによる『第13回こどもの日全国少年野球教室南丹市会場』を最後に大門和彦（元大洋他）に代表幹事を引き継ぎ勇退。
2005年7月からは京都府K-Ball少年野球連盟の会長に就任。
同連盟の役員には他に服部浩一（元阪神）、阪本敏三（元阪急他）、豊原豊（元近鉄）、久保山和夫（元パリーグ審判）らがいる他、同連盟が所属する『日本K-Ball少年野球連盟』には今泉とプロ入り同期の野村克也が役員を務めている。
2009年1月26日、大動脈瘤破裂のため京都市東山区の病院で死去。享年71。